# توانی‌وان
تواِنی‌وان (به کره‌ای: 투애니원) گروه دختر چهار نفره کی-پاپ بود که در سال ۲۰۰۹ و زیر نظر وای‌جی اینترتینمنت شکل گرفت.
اولین حضور توانی‌وان، در ترانهٔ تبلیغاتی ال‌جی الکترونیک، «آبنبات چوبی»، به‌همراه بیگ بنگ بود. نخستین تک‌آهنگ آن‌ها با عنوان «آتش» در ۶ مه ۲۰۰۹ منتشر شد. این گروه تا به امروز دو آلبوم چندآهنگه با عناوین «توانی‌وان» در سال ۲۰۰۹ و «توانی‌وان» در ۲۰۱۱ و دو آلبوم استودیوئی، «به هرکی» و «کراش»، منتشر کرده است. اولین آلبوم چندآهنگه آنها شامل تک‌آهنگ «اهمیت نمیدم» بود که در جشنوارهٔ جوایز آسیایی ام‌نت ۲۰۰۹، عنوان «ترانهٔ سال» را از آنِ خود کرد. تک‌آهنگ‌های بعدی، «گمشو»، «تنهایی» و «من بهترینم»، نیز به موفّقیّت‌های مشابهی دست یافتند. «من بهترینم» نیز ت«رانه سال ۲۰۱۱» شد.
توانی‌وان در سپتامبر ۲۰۱۱ با نسخهٔ ژاپنی دومین آلبوم چندآهنگه خود، «نولزا»، در ژاپن آغاز به‌کار کرد. این گروه تا به امروز، یک آلبوم استودیوئی با عنوان «کلکسیون» و دو تک‌آهنگ در ژاپن منتشر کرده است.
در سال ۲۰۱۲، نیویورک تایمز کنسرت توانی‌وان در پرودنشل سنتر نیوجرسی را یکی از «بهترین کنسرت‌های ۲۰۱۲» عنوان کرد. در اکتبر ۲۰۱۲، زک گرین‌برگ از مجلهٔ فوربز اعلام کرد، این گروه، ۲۷ میلیون فروش دیجیتال داشته است.
توانی‌وان در تاریخ ۲۵ نوامبر ۲۰۱۶، به‌طور رسمی منحل شد.
تونی وان در سال 2024 با اعلام تور جدیدشون بازگشتشون رو اعلام کردند

## منحل شدن
در آوریل ۲۰۱۶، مینزی به‌دنبال اتمام قرارداد خود با وای‌جی، توانی‌وان و وای‌جی را ترک کرد. قراداد توانی‌وان با این ناشر، در ۵ مه به اتمام رسید و مینزی تنها عضوی از گروه بود که قرارداد خود را تمدید نکرد.
در ۲۵ نوامبر ۲۰۱۶، واجی اینترتینمنت فروپاشی گروه را اعلام کرد. وی همچنین اعلام کرد دو عضو گروه، دارا و سی‌ال، زیرنظر همین ناشر به فعالیت‌های خود ادامه خواهند داد، که این خود بیانگر ترک بوم نیز بود.

### ژاپنی

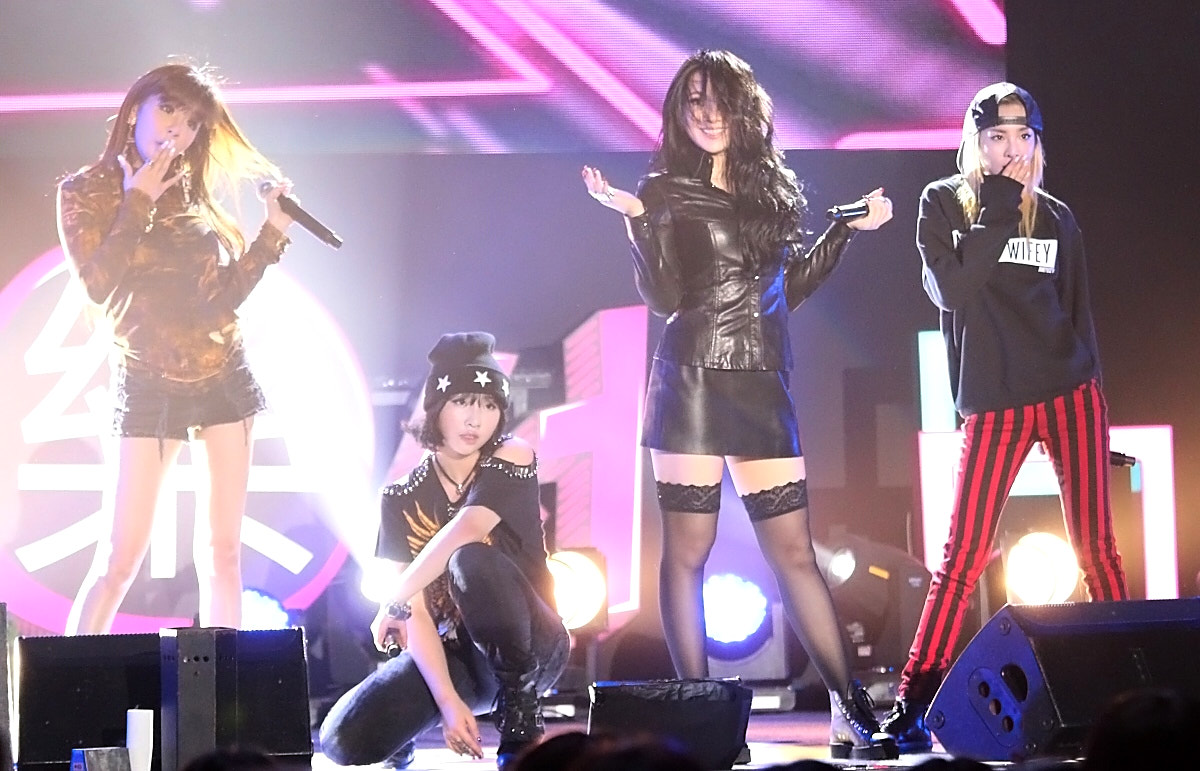
توانی‌وان در سپتامبر ۲۰۱۳

## اعضاء
| عنوان هنری | نام اصلی    | زادروز                  |
| ---------- | ----------- | ----------------------- |
| سی‌ال*      | لی چه-رین   | ۲۶ فوریهٔ ۱۹۹۱ ‏(۳۴ سال)  |
| بوم        | پارک بوم    | ۲۴ مارس ۱۹۸۴ ‏(۴۰ سال)   |
| دارا       | ساندرا پارک | ۱۲ نوامبر ۱۹۸۴ ‏(۴۰ سال) |
| مینزی      | گونگ مین-جی | ۱۸ ژانویهٔ ۱۹۹۴ ‏(۳۱ سال) |

لیدر*

## ترانه‌شناسی
| آلبوم‌های استودیوئی - برای همه (۲۰۱۰) - درهم شکستن (۲۰۱۴) آلبوم‌های چندآهنگه - توانی‌وان (۲۰۰۹) - توانی‌وان (۲۰۱۱) | آلبوم‌های استودیوئی - کلکسیون (۲۰۱۲) - درهم شکستن (۲۰۱۴) آلبوم‌های چندآهنگه - نولزا (۲۰۱۱) |